# Робинсон-Пит, Холли
Хо́лли Эли́забет Ро́бинсон-Пит (англ. Holly Elizabeth Robinson-Peete; 18 сентября 1964, Филадельфия, Пенсильвания, США) — американская актриса, певица и телеведущая.

## Биография
Холли Элизабет Робинсон родилась 18 сентября 1964 года в Филадельфии (штат Пенсильвания, США) в семье актёра Мэтта Робинсон (1937—2002) и школьной учительница (позже персонального менеджера, актрисы и продюсера) Долорес Робинсон (Джеймс; род.1936). У Холли есть старший брат — Мэттью Томас Робинсон-третий (род.1961), ассистент производства.

## Карьера
Холли начала свою кинокарьеру в 5-летнем возрасте в 1969 году, сыграв роль Салли в детской телевизионной программе «Улица Сезам». После замужества в 1995 году снимается под двойной фамилией — Робинсон-Пит.
Также является певицей и телеведущей.

## Личная жизнь
С 10 июня 1995 года Холли замужем за футбольным квотербеком Родни Питом (род.1966). У супругов есть четверо детей: сын и дочь-близнецы — Родни Джеймс Пит и Райан Элизабет Пит (род.19.10.1997) и ещё два сына — Робинсон Джеймс Пит (род.11.08.2002) и Роман Пит (род.25.02.2005).

## Избранная фильмография
| Год       |    | Русское название                    | Оригинальное название                    | Роль                      |
| --------- | -- | ----------------------------------- | ---------------------------------------- | ------------------------- |
| 1969      | с  | Улица Сезам                         | Sesame Street                            | Салли                     |
| 1979      | тф | Кукла                               | Dummy                                    | Генеттия Лэнг             |
| 1986      | ф  | Говард-утка                         | Howard the Duck                          | Ки Си                     |
| 1987—1991 | с  | Джамп-стрит, 21                     | 21 Jump Street                           | Джудит Хоффс              |
| 1989—1990 | с  | Букер                               | Booker                                   | Джудит Хоффс              |
| 1991      | с  | Пламя Габриэля                      | Gabriel’s Fire                           | Джеки Тейт                |
| 1992      | с  | Джексоны: Американская мечта        | The Jacksons: An American Dream          | Дайана Росс               |
| 1992—1997 | с  | Тусоваться с мистером Купером       | Hangin’ with Mr. Cooper                  | Ванесса Рассел            |
| 1997      | с  | Полицейские на велосипедах          | Pacific Blue                             | Джина Галиндо             |
| 1997      | с  | Прикосновение ангела                | Touched by an Angel                      | Ванесса Гамильтон         |
| 1998      | тф | Убийцы в доме                       | Killers in the House                     | Дженни Сойер              |
| 1998—2002 | с  | Ради твоей любви                    | For Your Love                            | Малена Эллис              |
| 2001      | с  | Сильное лекарство                   | Strong Medicine                          | Хэлли Эллис               |
| 2001—2002 | с  | Один на один                        | One on One                               | Стейси                    |
| 2003—2004 | с  | Как одна семья                      | Like Family                              | Таня Джонс                |
| 2005—2006 | с  | Лав Инкорпорейшн                    | Love, Inc.                               | Клеа                      |
| 2007      | тф | Вопрос жизни и свидания             | Matters of Life and Dating               | Николь Бэннинг            |
| 2010      | ф  | Быстрые свидания                    | Speed-Dating                             | Гейл                      |
| 2011—2014 | с  | Майк и Молли                        | Mike & Molly                             | Кристина                  |
| 2012      | ф  | Мачо и ботан                        | 21 Jump Street                           | Джудит Хоффс              |
| 2013      | с  | Блю                                 | Blue                                     | Холли                     |
| 2014      | с  | Мачеха                              | Instant Mom                              | миссис Кимберли Филлипс   |
| 2016      | с  | Пожарные Чикаго                     | Chicago Fire                             | Тамара Джонс              |
| 2017      | тф | Майкл Джексон: В поисках Неверленда | Michael Jackson: Searching for Neverland | Раймон Бэйн               |
| 2018—2021 | с  | Тайны утреннего шоу                 | Morning Show Mysteries                   | Белинда «Билли» Блессингс |
| 2020      | с  | Закон и порядок: Специальный корпус | Law & Order: Special Victims Unit        | детектив Рэйчел Уилсон    |
| 2021      | с  | Американская домохозяйка            | American Housewife                       | Тэми Гейнс                |